# Colorno
Colorno – miejscowość i gmina we Włoszech, w regionie Emilia-Romania, w prowincji Parma.
Według danych na rok 2004 gminę zamieszkiwały 7932 osoby, 165,2 os./km².

## Zabytki
Pałac książęcy (Palazzo Ducale di Colorno), wybudowany w XVIII w. na zlecenie księcia Parmy i Piacenzy, Franciszka I Farnese.

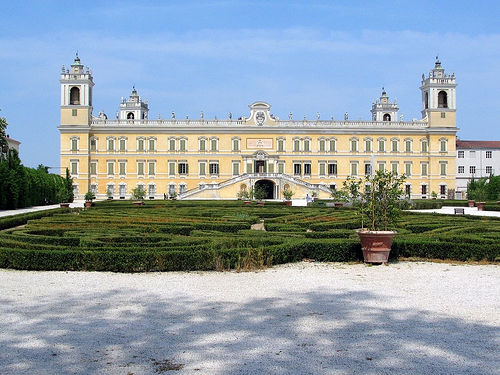
Pałac książęcy